# Ingerophrynus galeatus
Espèce
Synonymes
- Bufo galeatus Günther, 1864

Statut de conservation UICN

 LC  : Préoccupation mineure
Ingerophrynus galeatus est une espèce d'amphibiens de la famille des Bufonidae.

## Répartition
Cette espèce se rencontre dans la cordillère annamitique au Viêt Nam, au Laos et au Cambodge.
La population de l'île d'Hainan en Chine a été décrite comme une espèce distincte Ingerophrynus ledongensis.

## Publication originale
- Günther, 1864 : The reptiles of British India, p. 1-452 (texte intégral).